# Агорн, Андрей
Андрей Агорн (пол. Andrzej Ahorn; нем. Andreas Ahorn; 28 ноября 1703, Хелмно, сейчас Польша — после 1780) — художник и архитектор Речи Посполитой.
Принадлежал к ордену иезуитов, в который вступил в 1721 году. Проходил обучение в Ярославе и Люблине.
Жил и работал в Пётркуве-Трыбунальском (1737—1747), Остроге (1752—1755), Луцке, Порицке (1756—1763), селе Великие Окнины (1763—1764), Овруче (1764—1766), принимал участие в сооружении костёлов, в основном в написании фресок. В Пётркуве расписывал Костёл святого Франциска Ксаверия.
Умер по одним данным в 1772 году в городе Полонное на Волыни, по другим данным — после 1780 года.